# The Movie Database
The Movie Database (TMDB) és una base de dades en línia de l'audiovisual, incloent informació de pel·lícules, sèries, actors, directors, etc... Va ser creada el 2008 per la comunitat a falta d’una basa de dades cinematogràfica completa i accessible. Després del seu llançament la plataforma va ampliar el seu abast utilitzant aplicacions API de codi obert, és a dir, són els mateixos usuaris els que impulsen i dirigeixen la plataforma. Aquest concepte s’assembla als principis d’un programari lliure, on es promou la transparència, la col·laboració i la innovació. En altres paraules, la comunitat contribueix al creixement i millora de la plataforma.
No té la interfície en català, però sí que permet introduir-hi texts, títols, tràilers i pòsters en català, que seran els que veurà l'usuari que hagi triat aquesta llengua com a preferent.